# Oswald Bertram Lower
Oswald Bertram Lower (Adelaide, 28 februari 1864 - Wayville, 18 maart 1925) was een Australische chemicus en apotheker, die bekend is geworden door zijn wetenschappelijke bijdragen als entomoloog met name op het gebied van de vlinders.

## Levensloop
Na zijn opleiding aan het Prince Alfred's College en een stageperiode ging hij aan het werk als zelfstandig chemicus. In 1893 kocht hij de Barrier Ranges Apothecaries Company en behield dit tot aan zijn overlijden.
Oswald was een vooraanstaand entomoloog en lid van de Zoological Society of London en de Royal Entomological Society. Hij was lid van de Pharmaceutical Society of New South Wales en van de Pharmaceutical Society of South Australia. Hij was ook lid van de Linnean Society of London, die in 1783 was opgericht ter bevordering van de zoölogie en plantkunde.
Naast zijn wetenschappelijke werk had Oswald een grote belangstelling voor de vrijmetselarij en heeft hij daarbinnen diverse voorzitterschappen gehad.
Lower bezat een uitgebreide vlindercollectie die zich nu in het South Australian Museum bevindt. 
Lower was (in 1909) getrouwd met Eva Linda May (Davies) Lower en had twee zonen: Oswald Bertram en Raymond Brackleigh.
- Trove: 1475441